# Parc provincial de Dildo Run
Le parc provincial de Dildo Run (anglais : Dildo Run Provincial Park) est un parc provincial de Terre-Neuve-et-Labrador (Canada) situé sure l'île New World (en). Le parc de 328 ha a été créé en 1978 et est administré par le ministère de l'Environnement et de la Conservation.